# Patrice Lanoy
Pour les articles homonymes, voir Lanoy.
Patrice Lanoy est un journaliste et un écrivain français, né le 18 août 1958.

## Biographie
Après avoir suivi des études scientifiques et en communication, il devient publicitaire puis journaliste. Il travaille pour le Matin de Paris, pour le service scientifique de l'AFP à partir de 1984, où il couvre les activités spatiales (Nasa, Ariane) et nucléaires internationales, les catastrophes naturelles et techniques (comme les conséquences de Tchernobyl) mais aussi pour TF1 (où il est chroniqueur avec Christophe Dechavanne), et le magazine Ça m'intéresse (conseiller scientifique de la rédaction).
Il rejoint ensuite le Figaro (magazine et quotidien) comme grand reporter puis chef de service, France 2 (avec François de Closets), le groupe Canal+ où il anime des émissions scientifiques, puis crée et dirige la chaîne thématique science et environnement Planète Future. En 2002 il rejoint à nouveau le service société du Figaro jusqu'en 2005 en qualité de grand reporter.
Membre et ancien président de l'association des journalistes scientifiques de la presse d'information (AJSPI), il se consacre depuis 2005 à l'écriture, à la production de documentaires et d'expositions, au conseil éditorial et à l'enseignement de l'écriture (journalisme et science, contes et fictions : les structures du récit. Visiting professor à l'université de Sassari, Sardaigne)
Ancien moniteur et cadre au Centre nautique des Glénans, participant et organisateur de nombreuses régates il navigue au Spitzberg, au Groenland, en Patagonie, en Alaska.

## Publications
- Invisibles, images de l'inaccessible, Paris, Somogy, 1998 (ISBN 978-2-85056-323-2, LCCN 99224876)
- Le Complot des papillons : roman, Paris, Éditions du Seuil, 2007, 200 p., poche (ISBN 978-2-02-088793-9)

## Distinctions
- Grand prix de la Culture scientifique de l'Académie des Sciences (1999)
- Chevalier de l'Ordre National du Mérite (2000)
- Prix La Fayette du premier roman pour "Le complot des papillons" (2008)